# Broderick (Californie)
Pour les articles homonymes, voir Broderick.
Broderick (anciennement, Washington) est une ancienne ville américaine du comté de Yolo en Californie, faisant maintenant partie de West Sacramento. La ville se trouve juste à l'ouest du fleuve Sacramento sur la partie est du comté. Le code ZIP de Broderick est 95605.
La ville était originellement appelée Washington, mais fut renommée en l'honneur du sénateur David C. Broderick. 
L'injonction controversée d'un gang identifié par le West Sacramento Police Department comme The Broderick Boys, a été annulé par les juges de la cour d'appel début 2007.

## Natifs notables
- Harold "Bizz" Johnson - Membre du congrès 1959-1981